# 2342 Lebedev
2342 Lebedev eller 1968 UQ är en asteroid i huvudbältet som upptäcktes den 22 oktober 1968 av den ryska astronomen Tamara Smirnova vid Krims astrofysiska observatorium på Krim. Den har fått sitt namn efter det sovjetiska stridsvagnsbefälet Nikolaj Lebedev (1914–1942).
Asteroiden har en diameter på ungefär 21 kilometer och den tillhör asteroidgruppen Themis.